# Marie (film, 2024)
Pour les articles homonymes, voir Marie.
Pour plus de détails, voir Fiche technique et Distribution.
Marie (Mary) est un film américano-britannique réalisé par D. J. Caruso et sorti en 2024. Cette épopée biblique relate principalement des évènements tirés de l'Évangile selon Matthieu : l'Incarnation, la nativité, le Massacre des Innocents ou encore la fuite en Égypte de Marie et Joseph.
Il est diffusé sur Netflix.

## Synopsis
Un ange annonce à Joachim et Anne, vivant à Nazareth, et qui âgés n'espéraient plus avoir d'enfant, qu'ils auront une fille qui devra consacrer sa vie à Dieu. Pendant ce temps, le roi Hérode mène un règne de terreur renforçant son alliance avec Rome, et certains Juifs commencent à organiser une résistance. La fille de Joachim et Anne, Marie, naît plusieurs mois plus tard, puis suivant la promesse faite par ses parents, lorsqu'elle en a l'âge, est présentée au temple pour y vivre au service de Dieu. Plusieurs années plus tard, elle est promise en mariage à Joseph. Peu avant son mariage, l'ange Gabriel annonce à Marie qu'elle porte en elle le Messie. Le fait d'être enceinte avant son mariage lui vaut le mépris du peuple, et la menace de lapidation, mais Joseph l'accepte et leur mariage a lieu. Marie et Joseph vont à Bethléem où Marie donne naissance à Jésus. Marie, Joseph et leur bébé sont contraints de se cacher lorsque le roi Hérode le Grand, se sentant menacé par Jésus, ordonne le massacre des jeunes garçons de moins de deux ans de la région de Bethléem (Massacre des Innocents), et ils fuient en Égypte.

## Fiche technique
Sauf indication contraire, les informations mentionnées dans cette section peuvent être confirmées par la base de données cinématographiques IMDb,  présente dans la section « Liens externes ».
- Titre français : Marie
- Titre original : Mary
- Réalisation : D. J. Caruso
- Scénario : Timothy Michael Hayes
- Musique : Timothy Williams
- Décors : James Merifield
- Costumes : Tina Kalivas
- Photographie : Gavin Struthers
- Production : Mary Aloe, Hannah Leader, Gillian Hormel, Joel Osteen et Joshua Harris
- Sociétés de production : Aloe Entertainment, Luna Film Productions, Ludascripts et PeachTree Media Partners
- Société de distribution : Netflix
- Pays de production :  États-Unis,  Royaume-Uni
- Langue originale : anglais
- Format : couleur - 65 mm anamorphosé
- Genre : drame épique, biblique
- Date de sortie[1] : 6 décembre 2024 (sur Netflix)

## Distribution
- Noa Cohen (VF : Rebecca Benhamour) : Marie
- Ido Tako (he) (VF : Léo Dussolier) : Joseph
- Anthony Hopkins (VF : Pierre Santini ; VQ : Jean-Marie Monclet) : le roi Hérode le Grand
- Stephanie Nur (sv) : Salomé
- Susan Brown (VF : Annie Sinigalia ; VQ : Patricia Tulasne) : Anne la prophétesse
- Ori Pfeffer (VF : Yannick Choirat) : Joachim
- Eamon Farren : Satan
- Hilla Vidor (VF : Elisabeth Ventura) : Anne
- Mili Avital : Mariamne
- Gudmundur Thorvaldsson (VF : Laurent Maurel) : Marcellus
- Dudley O'Shaughnessy (VF : Eilias Changuel) : Gabriel
- Keren Tzur (he) : Elizabeth
- Mehmet Kurtuluş (VF : Yann Guillemot ; VQ : Frédéric Paquet) : Baba ben Buta (en)
- Milo Djurovic : Malachie
- Mila Harris : Mary, jeune
- Soufiane El Khalidy : un pèlerin énervé
- Brahim Rachiki: Le Prêtre du mariage

## Production

### Genèse et développement
Timothy Michael Hayes écrit le scénario en 2020 après avoir consulté divers chefs religieux et universitaires chrétiens, juifs et musulmans. Le scénario a subi 74 ébauches avant d'être finalisé. L'évêque David G. O'Connell (en) ensuite engagé comme conseiller sur le film, alors que Joel Osteen officie comme producteur délégué

### Attribution des rôles
Environ 75 femmes ont auditionné pour le rôle de Mary avant que la jeune Israélienne Noa Cohen soit choisie. Le réalisateur D. J. Caruso a déclaré : « Il était important pour nous que Mary, ainsi que la plupart de nos acteurs principaux, soient sélectionnées en Israël pour garantir l'authenticité ». La décision de privilégier les acteurs israéliens à des acteurs palestiniens suscite des réactions négatives sur les réseaux sociaux,.

### Tournage
Le tournage a lieu au Maroc et s'achève en avril 2024,. Il se déroule notamment à Ouarzazate.